# Liste der Biografien/Gaw
Liste der Biografien |
Portal Biografien |
Personensuche
# |
A |
B |
C |
D |
E |
F |
G |
H |
I |
J |
K |
L |
M |
N |
O |
P |
Q |
R |
S |
T |
U |
V |
W |
X |
Y |
Z |
?
 
Ga |
Gb |
Gc |
Gd |
Ge |
Gf |
Gh |
Gi |
Gj |
Gk |
Gl |
Gm |
Gn |
Go |
Gp |
Gq |
Gr |
Gs |
Gu |
Gv |
Gw |
Gy |
Gz
 
Gaa |
Gab |
Gac |
Gad |
Gae |
Gaf |
Gag |
Gah |
Gai |
Gaj |
Gak |
Gal |
Gam |
Gan |
Gao |
Gap |
Gaq |
Gar |
Gas |
Gat |
Gau |
Gav |
Gaw |
Gax |
Gay |
Gaz
Die Liste der Biografien führt alle Personen auf, die in der deutschsprachigen Wikipedia einen Artikel haben. Dieses ist eine Teilliste mit 91 Einträgen von Personen, deren Namen mit den Buchstaben „Gaw“ beginnt.

## Gaw
- Gaw, Andreas (* 1963), deutscher Schriftsteller und Autor
- Gaw, Dirk (* 1972), deutscher Politiker (parteilos, AfD), MdL
- Gaw, Frank, deutscher Basketballspieler

### Gawa
- Gawad, Karim Abdel (* 1991), ägyptischer Squashspieler
- Gawain, Shakti (1948–2018), US-amerikanische Autorin des New Age
- Gawalowski, Anton Karl Wilhelm (1848–1927), böhmisch-österreichischer Chemiker
- Gawanas, Bience (* 1956), namibische Anwältin, SWAPO-Aktivistin und -Opfer, Kommissarin bei der Afrikanischen Union und Untergeneralsekretärin als Sonderberaterin für Afrika bei den Vereinten Nationen
- Gawanas, Sade (* 1989), namibische Politikerin
- Gawanda, Leopold (1889–1942), österreichisch-deutscher Jurist und Politiker (NSDAP)
- Gawande, Atul (* 1965), US-amerikanischer Mediziner und Autor
- Gawanke, Leon (* 1999), deutscher EishockeyspielerLeon Gawanke (* 1999)

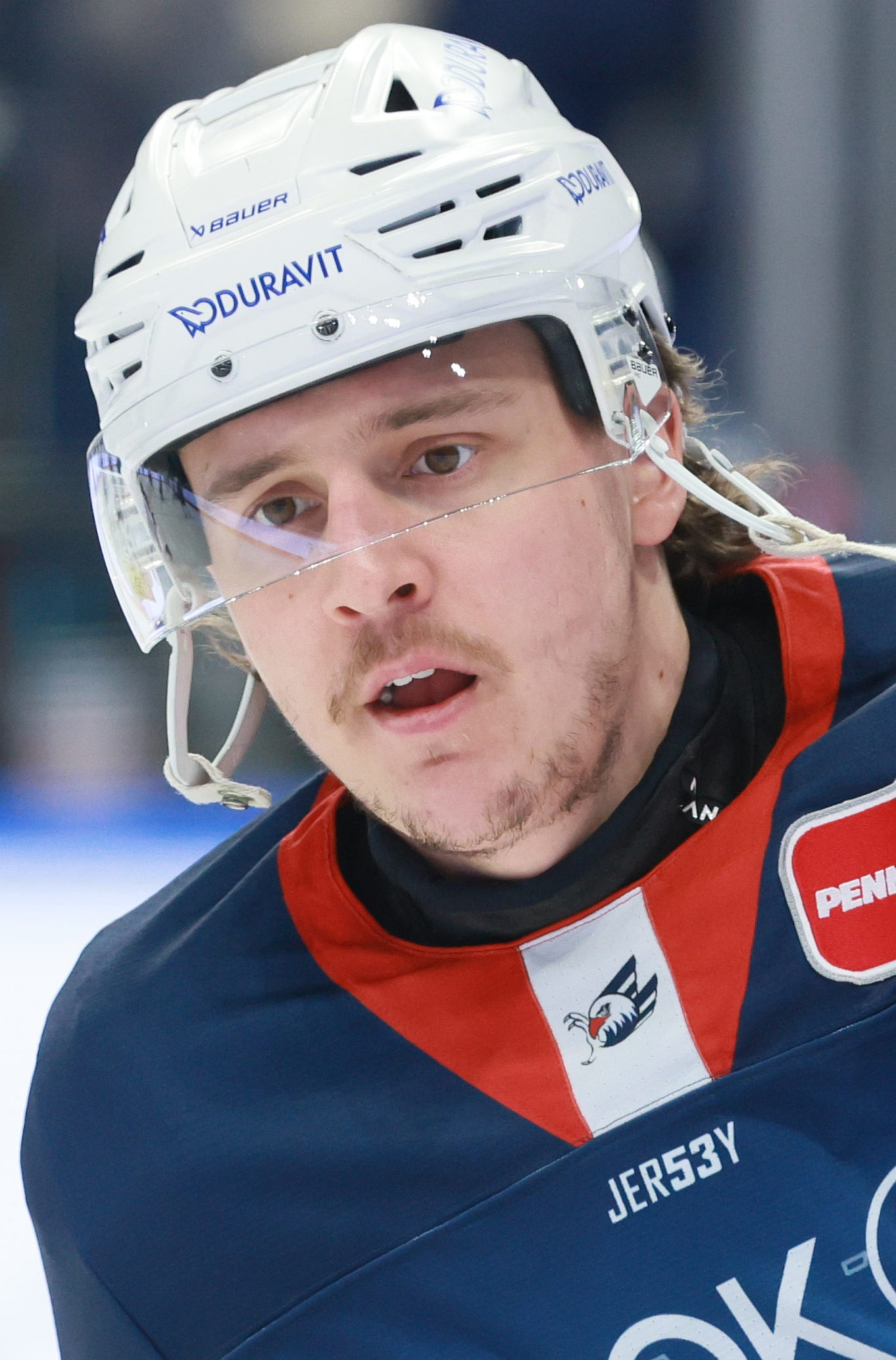
Leon Gawanke (* 1999)

- Gawantka, Georg (1891–1939), deutscher Generalmajor
- Gawara, Walentyn, polnischer Komponist

### Gawe
- Gawęda, Adam (* 1967), polnischer Politiker, Mitglied des Sejm
- Gawęda, Mateusz (* 1990), polnischer Jazzmusiker (Piano, Komposition)
- Gawedzki, Krzysztof (1947–2022), polnischer Physiker
- Gaweenuntawong, Thanawat (* 1967), thailändischer Dartspieler
- Gaweł, Anna, polnische Handballspielerin und Handballschiedsrichterin
- Gawel, Erik (* 1963), deutscher Wirtschaftswissenschaftler (VWL), Umweltökonom und Hochschullehrer
- Gawelin, Per (* 1978), schwedischer Fußballspieler
- Gawell, Oskar (1888–1955), Maler
- Gawell, Rainer (1924–1994), deutscher Fußballspieler
- Gawell-Blumenthal, Ida (1869–1953), schwedische Autorin, Geschichtenerzählerin, Sängerin und Chronistin
- Gawellek, Gert (* 1959), deutscher Offizier des Heeres der Bundeswehr, Kommandeur der Luftlandebrigade 31
- Gawenda, Christoph (* 1979), deutscher Schauspieler und Hörspielsprecher

### Gawi
- Gawitsch, Irina Konstantinowna (1922–2006), sowjetische bzw.russische Geologin und Hochschullehrerin

### Gawl
- Gawlas, Adam (* 2002), tschechischer Dartspieler
- Gawlas, Kinga (* 1989), polnische Naturbahnrodlerin
- Gawlas, Klaudia (* 1981), deutsche DJ und MusikproduzentinKlaudia Gawlas (* 1981)

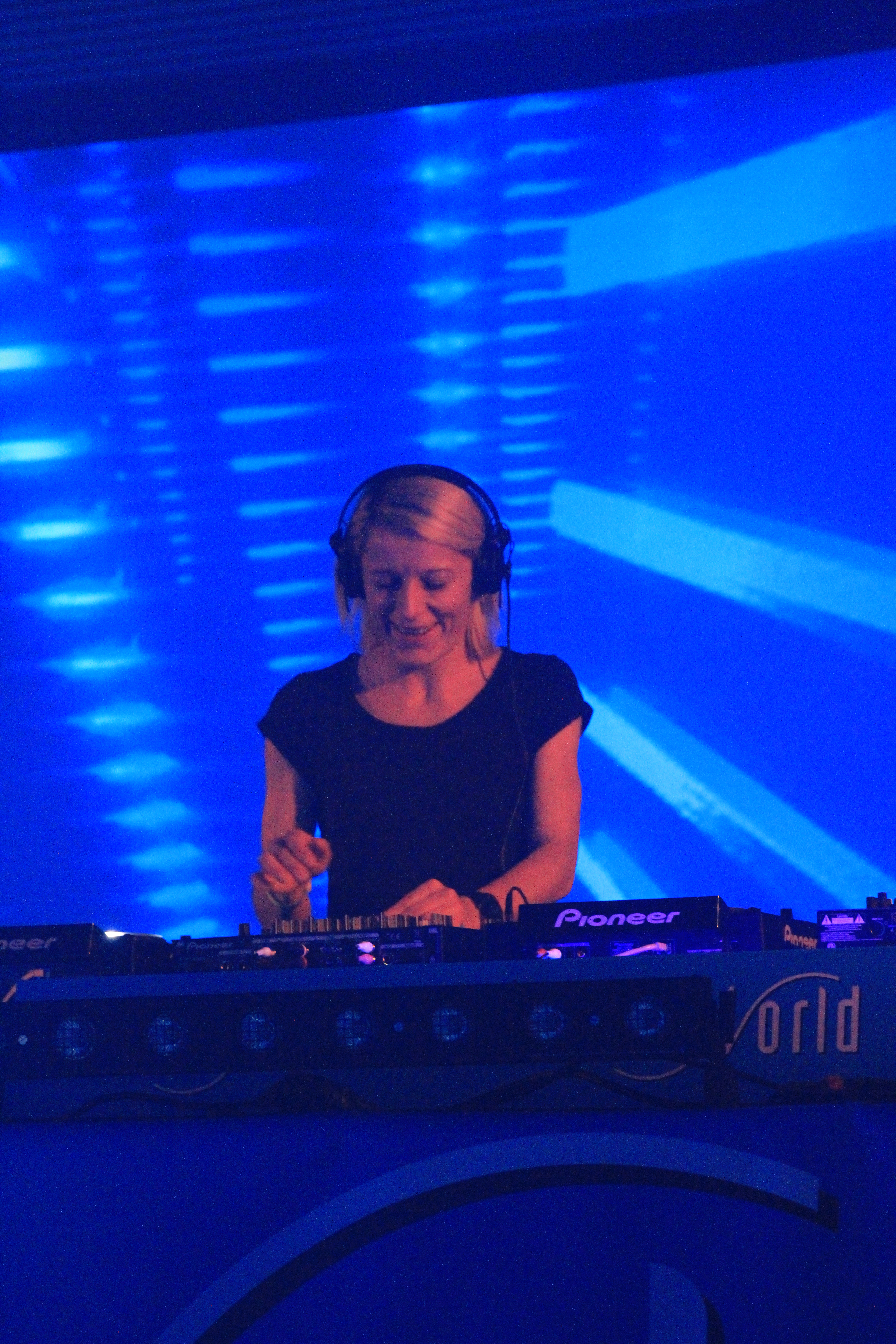
Klaudia Gawlas (* 1981)

- Gawler, George (1795–1869), Gouverneur von South Australia
- Gawletta, Walter (1935–2000), deutscher Fußballspieler
- Gawley, Steve, US-amerikanischer Spezialeffektkünstler
- Gawli, Mahesh (* 1980), indischer Fußballspieler
- Gawlich, Cathlen (* 1970), deutsche Schauspielerin, Hörspiel- und SynchronsprecherinCathlen Gawlich (* 1970)

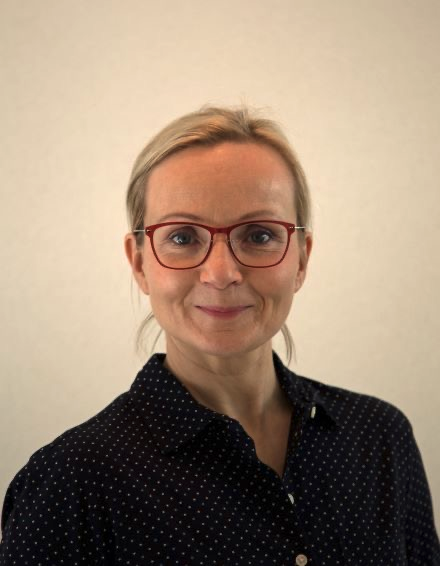
Cathlen Gawlich (* 1970)

- Gawlick, Günter (1930–2022), deutscher Philosoph und Philosophiehistoriker
- Gawlick, Henry (* 1958), deutscher Museumsdirektor
- Gawliczek, Georg (1919–1999), deutscher Fußballspieler und Trainer
- Gawliczek, Gerhard (1927–2010), deutscher Fußballspieler
- Gawliczek, Józef (* 1939), polnischer Radsportler
- Gawlik, Alfred (1936–2011), deutscher Diplomatiker
- Gawlik, Andreas (* 1989), deutscher Eishockeyspieler
- Gawlik, Christoph (* 1987), deutscher Eishockeyspieler
- Gawlik, Hans (* 1904), deutscher Jurist und Beamter, Leiter der Zentralen Rechtsschutzstelle (ZRS)
- Gawlik, Julius (* 1997), deutscher Jazzmusiker (Saxophone, Klarinette, Flöte)
- Gawlik, Manfred (* 1941), deutscher Politiker (CDU)
- Gawlik, Michael (1943–1985), deutscher Maler und Grafiker in der DDR
- Gawlik, Oda-Gerlind (* 1948), deutsche Politikerin (SPD), MdL
- Gawlik, Roland (* 1944), deutscher Tänzer, Choreograph, Schauspieler und Ballettdirektor
- Gawlik, Weronika (* 1986), polnische Handballspielerin
- Gawlik, Willibald (1919–2003), deutscher klassischer Homöopath
- Gawlikowski, Wiesław (* 1951), polnischer Sportschütze
- Gawlo, Coumba (* 1972), senegalesische Sängerin
- Gawlowski, Daniel (* 1988), deutscher Schauspieler
- Gawłowski, Stanisław (* 1968), polnischer Politiker (Platforma Obywatelska), Mitglied des SejmStanisław Gawłowski (* 1968)

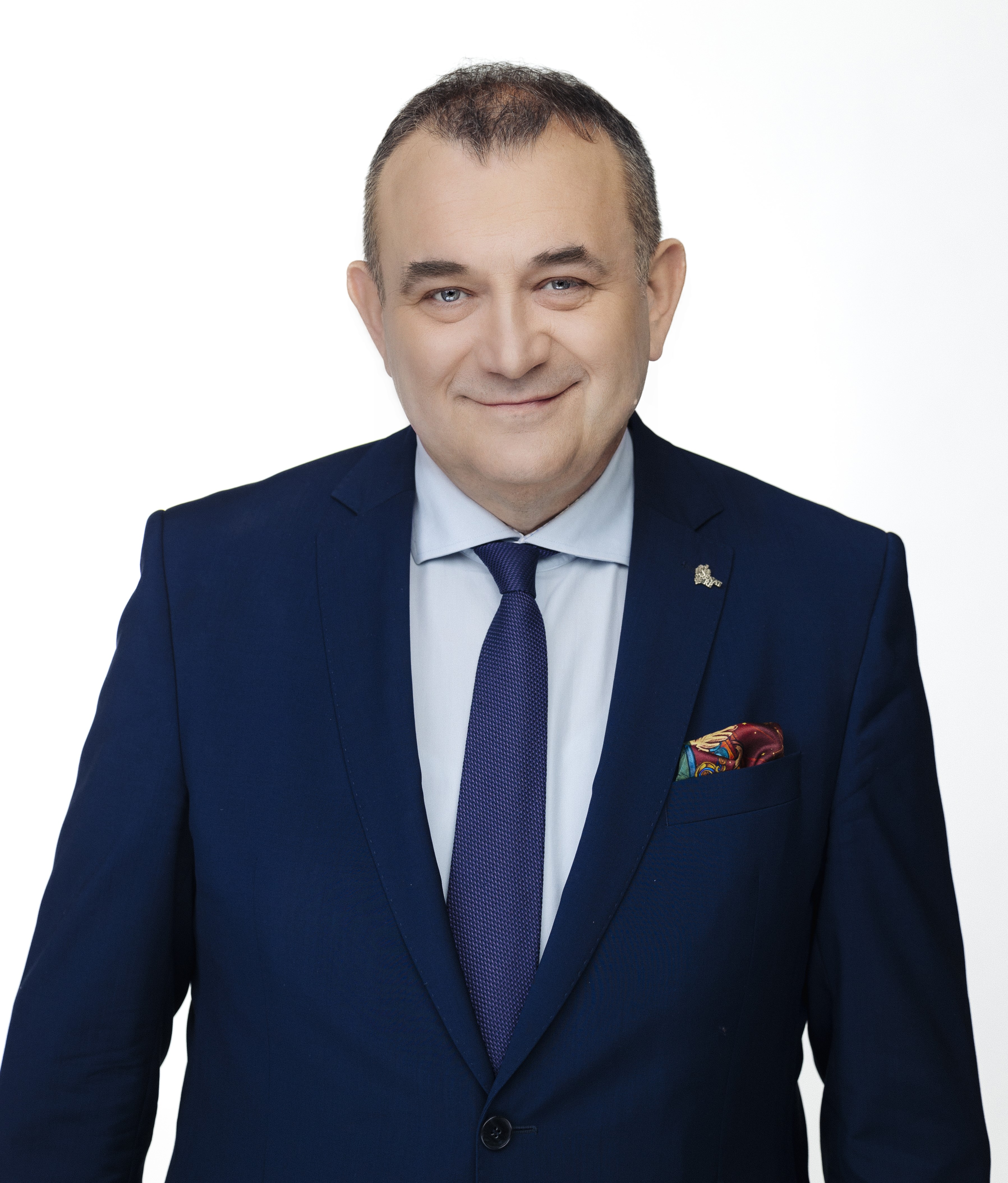
Stanisław Gawłowski (* 1968)

### Gawo
- Gawöhn, Arno (* 1938), deutscher Fußballspieler
- Gawol, Lorenz (1929–2001), katholischer Priester
- Gaworska, Aleksandra (* 1995), polnische Sprinterin und Hürdenläuferin

### Gawr
- Gawrecki, Dan (1943–2025), tschechischer Historiker
- Gawrich, Andrea (* 1970), deutsche Politikwissenschaftlerin
- Gawrikow, Wladimir Jurjewitsch, sowjetischer Biathlet
- Gawrikow, Wladislaw Andrejewitsch (* 1995), russischer Eishockeyspieler
- Gawril Radomir († 1015), Zar der Bulgaren
- Gawrilenko, Alexander Pawlowitsch (1861–1914), russischer Maschinenbauingenieur, Industrieller und Hochschullehrer
- Gawrilenko, Anna Witaljewna (* 1990), russische Turnerin
- Gawrilin, Andrei (* 1978), kasachischer Eishockeyspieler
- Gawrilin, Maxim (* 1981), russischer Fußballschiedsrichterassistent
- Gawrilin, Waleri Alexandrowitsch (1939–1999), russischer Komponist
- Gawriljuk, Nadeschda Awksentjewna (* 1951), sowjetisch-ukrainische Althistorikerin
- Gawriljuk, Nina Wassiljewna (* 1965), russische Skilangläuferin
- Gawriloff, Saschko (* 1929), deutscher Violinist und Hochschullehrer
- Gawrilow, Alexander Jewgenjewitsch (* 1943), sowjetischer Eiskunstläufer
- Gawrilow, Alexander Michailowitsch (1816–1848), Forschungsreisender
- Gawrilow, Andrei Alexandrowitsch (* 1987), russischer Eishockeytorwart
- Gawrilow, Andrei Wladimirowitsch (* 1955), russischer PianistAndrei Wladimirowitsch Gawrilow (* 1955)

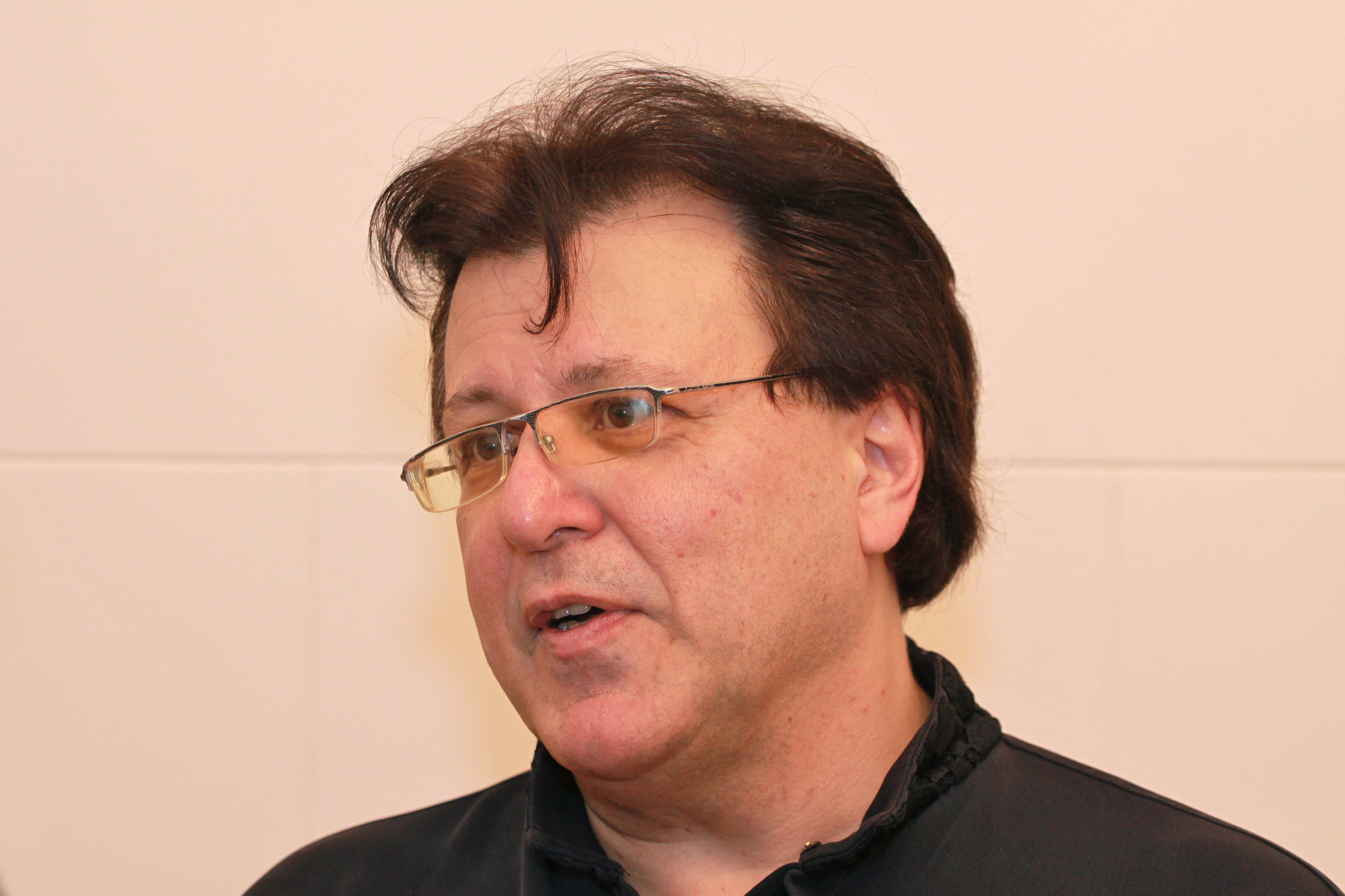
Andrei Wladimirowitsch Gawrilow (* 1955)

- Gawrilow, Gari Petrowitsch (1935–1999), sowjetisch-russischer Mathematiker, Kybernetiker und Hochschullehrer
- Gawrilow, Juri Wassiljewitsch (* 1953), sowjetischer Fußballspieler
- Gawrilow, Pjotr Michailowitsch (1900–1979), sowjetischer Major der Infanterie und Held der Sowjetunion
- Gawrilow, Walentin Alexandrowitsch (1946–2003), sowjetischer Hochspringer
- Gawrilow, Wassiliy (1785–1813), russischer Kosake und Offizier
- Gawrilowa, Ija Wiktorowna (* 1987), russische Eishockeyspielerin
- Gawrilowa, Julija Petrowna (* 1989), russische Säbelfechterin und Olympiasiegerin
- Gawrilowa, Wera Jewgenjewna (* 1947), sowjetische Hochspringerin
- Gawrin, Wladimir Nikolajewitsch (* 1941), russischer Physiker
- Gawrjuschenko, Anna (* 1982), kasachische Sprinterin
- Gawron, Marcin (* 1988), polnischer Tennisspieler
- Gawron, Monika (* 1946), deutsche Politikerin (SPD), MdHB
- Gawronski, Jas (* 1936), italienischer Journalist und Politiker, MdEP
- Gawroński, Piotr (* 1990), polnischer Straßenradrennfahrer
- Gawronski, Vital (1907–1989), Schweizer Volkswirtschafter und Publizist
- Gawryluk, Ewa (* 1967), polnische Schauspielerin

### Gawt
- Gawthorpe, Mary (1881–1973), britisch-amerikanische Sozialistin, Gewerkschafterin und Suffragette